# Garrulax ferrarius
Garrulax ferrarius е вид птица от семейство Leiothrichidae. Видът е почти застрашен от изчезване. Видът е ендемичен в Камбоджа.

## Разпространение
Видът е разпространен в Камбоджа.